# Umbandaime
Umbandaime é um termo criado justamente para designar a prática do sincretismo de Umbanda e Santo-daime
O termo Umbandaime surgiu entre as décadas de 1980 e 1990, após a mãe de santo conhecida como Baixinha, do Rio de Janeiro, entrar em contato com os rituais do Santo Daime. Essa aproximação possibilitou a fusão entre a Umbanda, uma religião brasileira de raízes afro-brasileiras e influências indígenas e cristãs, e o Santo Daime, que é um movimento espiritual amazônico fundado por Raimundo Irineu Serra, ou Mestre Irineu, e baseado no uso ritualístico da ayahuasca, também conhecida como Daime.
A origem do Santo Daime remonta às tradições xamânicas da Amazônia, onde a bebida ayahuasca era utilizada para estados alterados de consciência e conexão espiritual. No entanto, ao ser reinterpretada e ritualizada por Mestre Irineu e depois expandida por Padrinho Sebastião Mota, essa prática ganhou elementos cristãos, espíritas e caboclos, transformando-se em um sistema religioso particular, que se espalhou pelo Brasil e outros países.

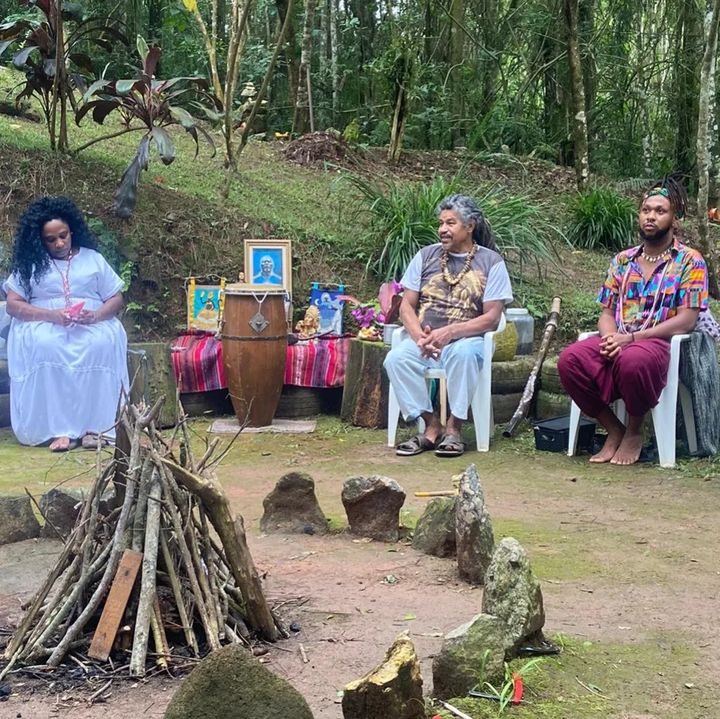
Cerimônia de Umbandaime no Quilombo Caminho das Pedras - Ayahuasca

A origem do Santo Daime remonta às tradições xamânicas da Amazônia, onde a bebida ayahuasca era utilizada para estados alterados de consciência e conexão espiritual. No entanto, ao ser reinterpretada e ritualizada por Mestre Irineu e depois expandida por Padrinho Sebastião Mota, essa prática ganhou elementos cristãos, espíritas e caboclos, transformando-se em um sistema religioso particular, que se espalhou pelo Brasil e outros países.

## Principais Características e Rituais
O Umbandaime é uma prática espiritual sincrética relativamente recente, surgindo na década de 1980 a partir do encontro entre a Umbanda, religião brasileira de raízes afro-brasileiras, e o Santo Daime, uma doutrina baseada no uso ritual da ayahuasca. Esse termo foi adotado após uma série de integrações espirituais e litúrgicas realizadas por membros de ambas as religiões, e a prática se consolidou entre aqueles que buscavam unir as práticas da Umbanda com o uso da bebida sagrada do Santo Daime em rituais de incorporação e cura.
Enquanto a Umbanda tem suas raízes no culto aos Orixás, na interação com entidades espirituais e na prática mediúnica, o Santo Daime, fundado pelo Mestre Irineu, é tradicionalmente uma doutrina de inspiração espírita e cristã. Sob a liderança do Mestre Irineu e, posteriormente, de seu sucessor Padrinho Sebastião, o Santo Daime começou a incorporar práticas mediúnicas. Entre as práticas iniciais no Daime, destacam-se os rituais de "mesa branca", ou "mesa aberta", que permitiam manifestações mediúnicas dentro de um contexto controlado e formal. No entanto, ao longo do tempo, algumas igrejas do Santo Daime, inspiradas pela madrinha Baixinha, passaram a incluir elementos mais diretos das giras de Umbanda, estabelecendo uma linha que se popularizou como Umbandaime.
Os rituais de Umbandaime mesclam a estrutura das giras de Umbanda com o consumo ritualístico do Daime, diferentemente dos rituais de Santo Daime, que geralmente acontecem em sessões sentadas e organizadas ao redor de uma mesa. Durante uma gira de Umbandaime, os participantes vestem roupas brancas e o ritual se desenrola com danças em roda, onde médiuns incorporam entidades e movimentam-se em círculo.
Há variações na prática da gira de Umbandaime: uma delas é o estilo "gira parada", onde médiuns se posicionam ao redor do espaço ritual e avançam ao centro conforme incorporam entidades. Já na "gira dançada", os participantes se movimentam em círculos, o que pode ser desafiador para médiuns em desenvolvimento, pois exige maior habilidade para diferenciar o momento em que estão sob a influência de uma entidade espiritual daquele em que apenas interagem com a música e o ambiente. Essa fusão ritualística proporciona uma atmosfera onde as vibrações de Umbanda e os cânticos do Santo Daime coexistem, dando forma a um ritual singular.

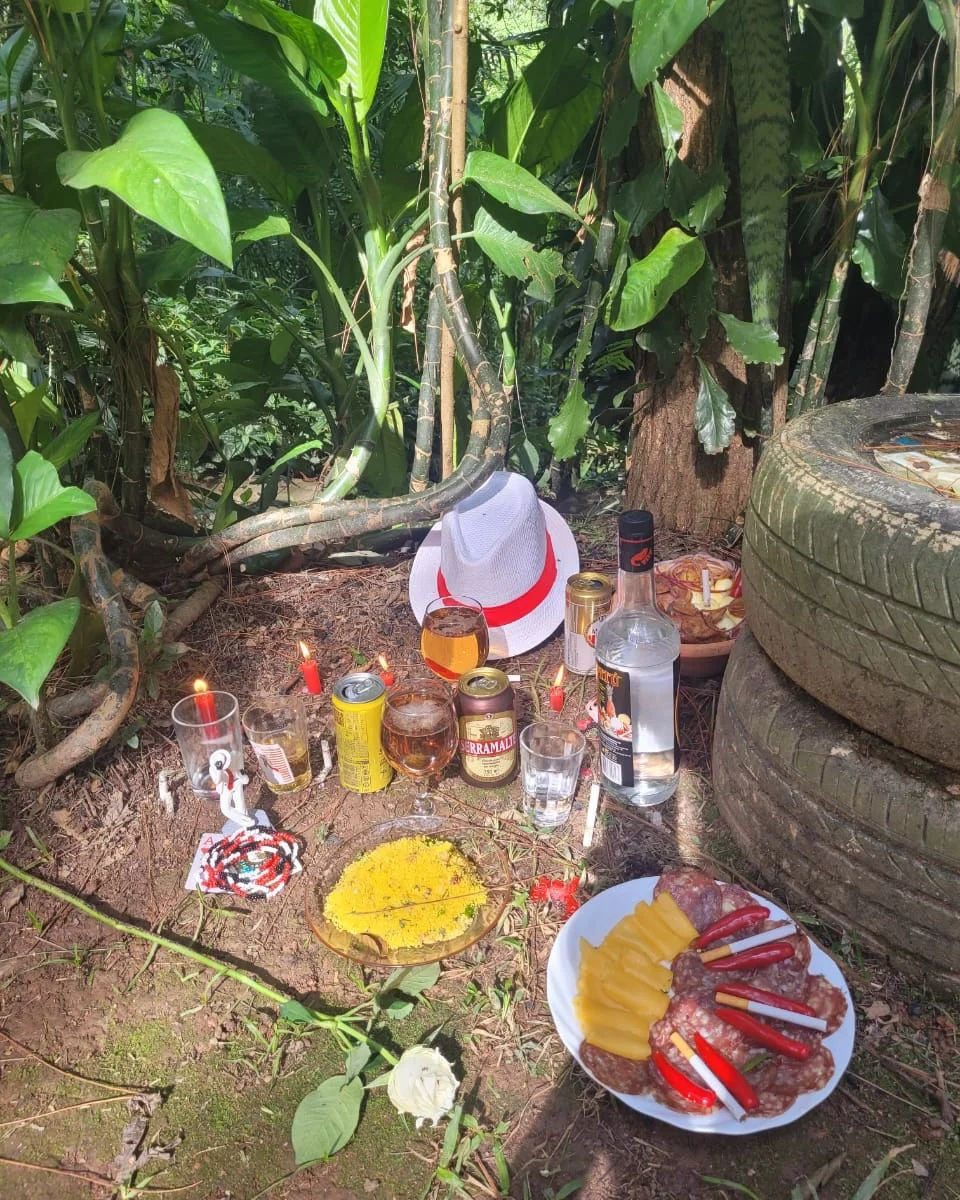
Oferenda em Ritual de Umbandaime no Quilombo Caminho das Pedras em Ibiúna/SP

## Estrutura e Principais Características
A prática do Umbandaime preserva elementos centrais tanto da Umbanda quanto do Santo Daime. Diferentemente da tradição daimista, onde as entidades espirituais podem se manifestar de maneira simultânea durante os trabalhos, o Umbandaime geralmente estrutura as giras em torno de uma entidade ou linha espiritual específica. Isso é semelhante ao que ocorre na Umbanda, onde há giras distintas para Caboclos, Pretos Velhos, Exus e Crianças, e cada sessão é dedicada ao desenvolvimento mediúnico específico dos participantes.
Esses rituais, realizados em grupos ou "giras", reúnem os participantes em círculo, geralmente vestidos de branco, e podem seguir uma estrutura tradicional de canto, incorporação e dança. Nas giras mais tradicionais, os participantes podem se conectar com os guias espirituais ao som dos hinos ou "pontos", que invocam as energias das entidades. Em alguns casos, a bebida sacramental do Daime é consumida para facilitar a incorporação das entidades, um dos aspectos que difere do uso exclusivo do Daime como prática de expansão espiritual nas doutrinas ortodoxas.

## Controvérsias e Desafios noUmbandaime
A prática do Umbandaime também levanta debates dentro e fora das comunidades do Santo Daime e da Umbanda. Igrejas mais ortodoxas do Santo Daime, por exemplo, resistem à integração de elementos da Umbanda e não reconhecem oficialmente o Umbandaime como parte de sua tradição. Além disso, surgiram linhas independentes e grupos "universalistas" que, sem a devida formação mediúnica ou doutrinária, misturam práticas espirituais diversas com o uso do Daime, cobrando contribuições e oferecendo sessões públicas sem o rigor e a orientação necessários para esse tipo de trabalho espiritual. Essa falta de estrutura pode gerar riscos para participantes, especialmente para aqueles que têm mediunidade recém-descoberta ou pouco desenvolvida.
O Umbandaime defende que, embora as práticas possam ser acessíveis a todos, a condução dos rituais requer preparação e disciplina, exigindo do dirigente um compromisso com o equilíbrio e a segurança energética dos participantes. Esses aspectos são reforçados pelo valor de caridade espiritual e pelo rigor ritualístico presentes tanto na Umbanda quanto no Santo Daime.
A dificuldade de instituir casas de Umbandaime está profundamente ligada à seriedade e à complexidade que essa prática exige. Para abrir uma casa, não basta apenas se autodenominar um "padrinho" ou "madrinha"; é necessário ter formação, conhecimento mediúnico e uma conexão profunda com as tradições da Umbanda e do Santo Daime. Isso implica um comprometimento com o aprendizado e a prática espiritual, além de uma ética que respeite a história e os fundamentos dessas religiões.
Essa necessidade de formação se torna ainda mais crítica diante da crescente disseminação da ayahuasca e da autodenominação de pessoas como "xamãs". Muitos que se apresentam dessa forma podem não ter o treinamento adequado ou o conhecimento necessário para conduzir rituais de forma segura e respeitosa. O verdadeiro xamã é alguém que passou por um processo de iniciação e aprendizado, frequentemente sob a orientação de outros que já possuem experiência e respeito dentro da tradição.
A situação se complica quando surgem grupos que misturam práticas sem um conhecimento profundo, muitas vezes motivados por interesses financeiros ou modismos. Isso não só prejudica a reputação das práticas espirituais legítimas, como também pode representar um risco para aqueles que buscam apoio espiritual sem a devida preparação ou conhecimento. Assim, é essencial distinguir entre aqueles que realmente se dedicaram ao aprendizado e à prática séria, e aqueles que utilizam títulos sem o devido respaldo ou responsabilidade.
Essa diferença é crucial para a preservação da integridade das tradições, e as comunidades precisam ser mais críticas quanto a quem está liderando seus rituais e ensinamentos. É fundamental que aqueles que desejam se envolver nesse tipo de trabalho busquem formação e orientação adequadas para garantir que suas práticas estejam alinhadas com os valores e princípios das tradições que estão representando.

## Importância dos Dirigentes e Lideranças em Casas de Umbandaime

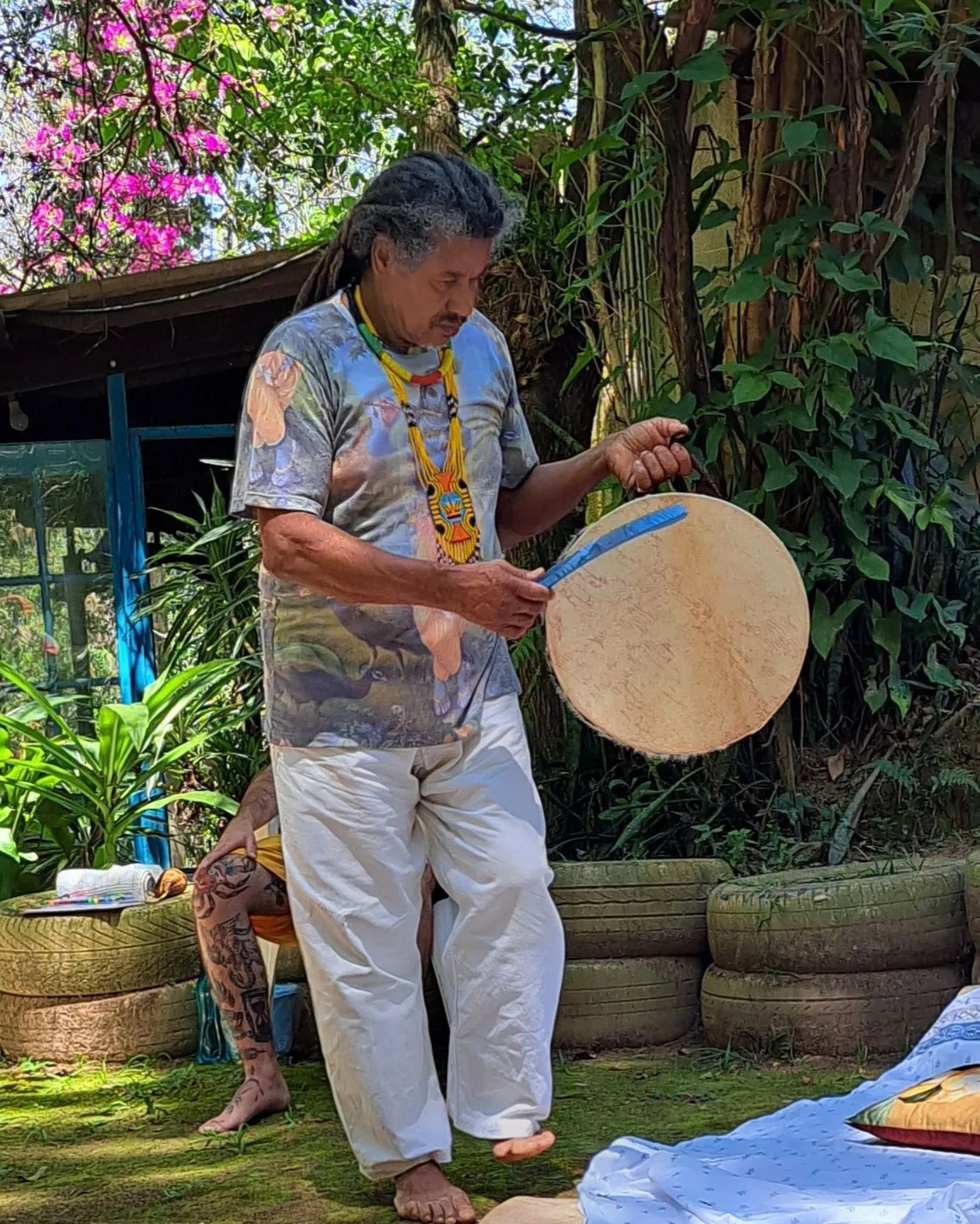
José Naguá dirigente do Quilombo Caminho das Pedras com mais de 30 anos em prática Xamânica

A dificuldade de encontrar casas que se identificam abertamente como Umbandaime pode ser, portanto, um reflexo das exigências de conhecimento e compromisso que esse papel demanda, bem como dos desafios que surgem de uma sociedade que nem sempre aceita ou compreende essas práticas espirituais. A responsabilidade não está apenas em liderar rituais, mas em entender e manter a integridade do trabalho espiritual que está sendo realizado.
Uma questão pertinente sobre essa questão está na diferença entre ser chamado de "xamã" e "pai/mãe de santo".
A primeira pode ser uma identidade mais acessível, enquanto assumir a posição de pai ou mãe de santo implica uma responsabilidade maior e um compromisso com uma tradição mais estruturada e complexa. Essa responsabilidade é um fator limitante para muitas pessoas que poderiam considerar abrir uma casa de Umbandaime.
O papel do pai ou mãe de santo requer um conhecimento profundo não apenas sobre a mediunidade e os rituais, mas também sobre os aspectos espirituais e as forças que estão em jogo durante essas práticas. Isso é especialmente importante em um contexto de Umbandaime, onde as práticas incluem a incorporação de diferentes entidades e a conexão com o Santo Daime, o que pode abrir as portas para uma variedade de interações espirituais.
Além disso, a Umbanda e o Santo Daime enfrentam um estigma e um ataque espiritual que podem tornar ainda mais difícil a aceitação e a manutenção de casas que praticam Umbandaime. A necessidade de proteção espiritual, como a atuação de Exus, é um reflexo do desafio que essas casas enfrentam em um ambiente muitas vezes hostil. Portanto, o conhecimento e a preparação são fundamentais para lidar com as complexidades e as potenciais repercussões de se abrir uma casa que trabalha com essas energias e práticas
A segurança espiritual em uma casa de Umbandaime é um aspecto crucial para o sucesso e a proteção dos trabalhos realizados. A figura do dirigente é central nesse contexto, pois ele é responsável por determinar qual Exu deve estar na porta, atuando como um guardião e proporcionando uma proteção espiritual a todos os participantes. O dirigente pode escolher usar seu próprio Exu ou outro que considere adequado, criando um "contrato de trabalho" que pode evoluir ao longo do tempo.
Além disso, o uso de velas é uma prática fundamental dentro da Umbanda. As velas atuam como conectores entre os mundos espiritual e físico, e acendê-las é um ato que deve ser feito com concentração e intenção. Quando alguém acende uma vela para um Exu ou para uma entidade como o Mestre Irineu, isso não é apenas um ritual, mas um pedido que é enviado ao plano espiritual, conectando a energia da vela à intenção do praticante. Essa conexão é vital, pois a vela representa a luz que guia e ilumina o caminho durante os rituais, sendo um ponto focal que ajuda a manter a concentração de todos os participantes.
A importância da vela na Umbanda e no Santo Daime se deve à sua simplicidade e à profundidade de significado que carrega; ela não só serve como um símbolo de fé e devoção, mas também como um meio tangível de comunicação espiritual.

## Consagração Umbandaime no Brasil
Os centros espirituais que oferecem a consagração de ayahuasca no Brasil, especialmente sob a vertente do Umbandaime, estão se expandindo rapidamente, misturando rituais de Umbanda com a tradição do Santo Daime.
Esses centros são espaços onde as pessoas podem participar de giras, vivências xamânicas e retiros espirituais, todos focados na expansão da consciência. A estrutura dos eventos é cuidadosamente planejada, incluindo momentos de doação à comunidade e atividades que promovem o bem-estar coletivo, como almoços beneficentes e festas culturais.

###### Algumas instituições de referência em Umbandaime no Brasil
Umbandaime Matriz: apresenta um acervo que compõe uma coletânea de cânticos (pontos e hinos) e mensagens, que expressam um estudo de 20 anos dentro da prática do sincretismo entre a Linha de Umbanda e a Doutrina do Santo Daime, seguida pela corrente de ﬁéis vinculada ao Céu do Mapiá. O acervo compõe o caderno de textos e os áudios.
Quilombo Caminho das Pedras: localizado em Ibiúna, São Paulo, é um espaço que oferece cerimônias de consagração da Ayahuasca, unindo práticas xamânicas e tradições de matriz africana. Sob a liderança do Sacerdote José Naguá, o quilombo se dedica a promover um ambiente inclusivo e seguro, onde pessoas de todas as origens, especialmente da comunidade negra e afrodescendente, podem se reunir para práticas espirituais.